# Кияты (тюрки)
Кияты — тюркское племя. Согласно «Сборнику летописей», род Кият уже в XIII веке проживал на территории Дешт-и-Кипчака. По Рашид ад-Дину, кияты большей частью были разбросаны по всей территории Кипчакской степи.

## Этноним
Согласно «Сборнику летописей», по-монгольски киян значит «большой поток», текущий с гор в низину, бурный, быстрый и сильный; «стремительно несущийся поток». Кият — множественное число от киян.

## Происхождение
В «Сборнике летописей» Рашид ад-Дина кияты упоминаются в числе племён, вышедших из Эргунэ-кун, легендарной прародины монголов. Известно, что название кият было именем рода Хабул-хана, первого хана государства Хамаг Монгол. Оставшиеся в Золотой Орде кияты были потомками монголов из тысяч Куки-нойона и Мугеду-Кияна. Нойоны Куки (Хукин) и Мугеду (Мугэту), были сыновьями Мунгэту-Кияна, который был братом Есугей-бахадура. Близкое родство Джучи с нойонами киятов в значительной степени определяло их статус — ближайших советников и старших военачальников.
Предание о происхождении племени кыят также присутствует в произведении Абу-ль-Гази XVII века «Родословное древо тюрков». Считается, что данная легенда была целиком и почти дословно перенята у Рашид ад-Дина. У Абу-ль-Гази основатель племени Кыян упоминается среди прямых потомков легендарных Угуз-хана (Огуз-хана) и Монгол-хана.
Кияты относятся к гаплогруппе С3-starcluster. Согласно Ж. М. Сабитову, данная гаплогруппа отражает генетический вклад нирун-монголов, потомков Бодончара (предка киятов и других монгольских родов). Кияты вошли в состав каракалпаков, киргизов, крымских татар, ногайцев, узбеков.

## Известные представители
- Мамай — (ок. 1335—1380, Кафа, Крым) — беклярбек и темник Золотой Орды.